# آيت حكيم آيت يزيد
 آيت حكيم آيت يزيد (بالإنجليزية: AIT HKIM AIT YZID)‏ هي جماعة قروية تابعة لإقليم الحوز ضمن جهة مراكش تانسيفت الحوز بالمغرب. بلغ مجموع عدد سكان  آيت حكيم آيت يزيد حسب إحصاءات 2004 حوالي 8112 نسمة يعيشون في 1027 أسرة.

## إحصاء عام
| السنة | عدد السكان | عدد الأسر | عدد الأجانب |
| ----- | ---------- | --------- | ----------- |
| 1994  | 6898       | 825       | °°°°        |
| 2004  | 8112       | 1027      | 0           |